# Falkville
Falkville és una població dels Estats Units a l'estat d'Alabama. Segons el cens del 2000 tenia 1.202 habitants.

## Demografia
Segons el cens del 2000, Falkville tenia 1.202 habitants, 365 habitatges, i 254 famílies. La densitat de població era de 126,1 habitants/km².
Dels 365 habitatges en un 27,9% hi vivien nens de menys de 18 anys, en un 55,6% hi vivien parelles casades, en un 10,4% dones solteres, i en un 30,4% no eren unitats familiars. En el 26,8% dels habitatges hi vivien persones soles el 12,6% de les quals corresponia a persones de 65 anys o més que vivien soles. El nombre mitjà de persones vivint en cada habitatge era de 2,42 i el nombre mitjà de persones que vivien en cada família era de 2,94.
Per edats la població es repartia de la següent manera: un 16,6% tenia menys de 18 anys, un 8,7% entre 18 i 24, un 20,7% entre 25 i 44, un 21% de 45 a 60 i un 32,9% 65 anys o més.
L'edat mediana era de 49 anys. Per cada 100 dones hi havia 71,5 homes. Per cada 100 dones de 18 o més anys hi havia 71,3 homes.
La renda mediana per habitatge era de 34.583 $ i la renda mediana per família de 40.759 $. Els homes tenien una renda mediana de 29.231 $ mentre que les dones 23.365 $. La renda per capita de la població era de 13.510 $. Aproximadament el 5,5% de les famílies i l'11,6% de la població estaven per davall del llindar de pobresa.

## Poblacions properes
El següent diagrama mostra les poblacions més properes.